# Влодзімеж Висоцький
Влодзі́меж (Володимир) Вікентійович Висо́цький (пол. Włodzimierz Wysocki; 1846, село Романів, нині Рожищенського району Волинської області — 11 серпня 1894, Київ) — український фотограф-художник і поет польського походження.

## Біографічні дані
Освіту здобув у Києві, де жив і працював усе подальше життя. Тут польське Влодзімеж трансформувалося (з доданням по батькові) у Володимир Вікентійович.
Був віцепрезидентом Київського відділення Російського технічного товариства.

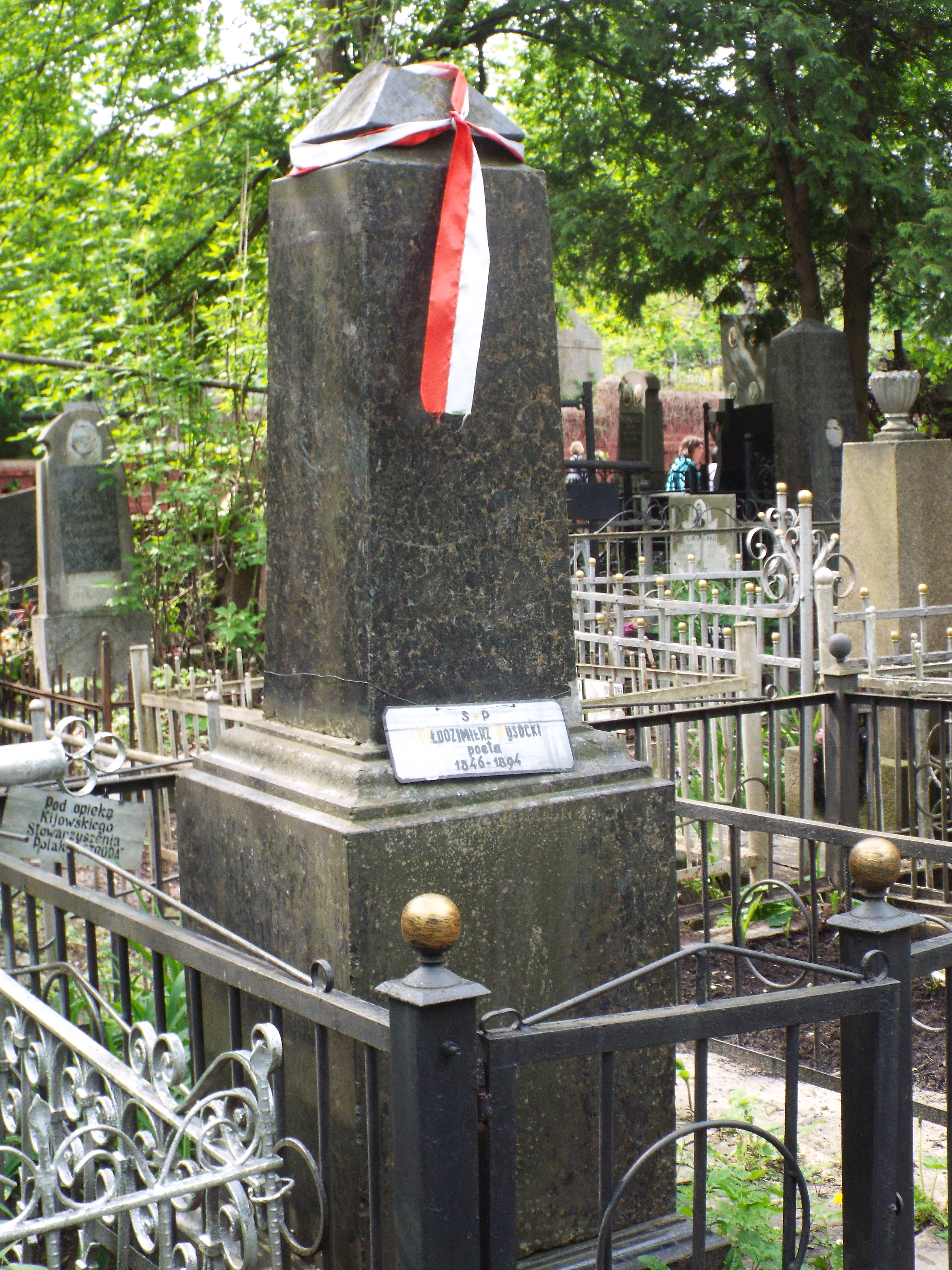
Могила Володимира Висоцького на Байковому цвинтарі. Фото 2019 р.

Висоцького поховали на новій польській ділянці Байкового кладовища в Києві, поховання збереглося. Координати поховання 50.24.9890, 30.30.5880.
По його смерті фотоательє утримувала його вдова, купчиха 2-ї гільдії Терезія Станіславівна Висоцька. Їх син Фаддей Володимирович також був фотографом, читав лекції на курсах фотографії в Російськомутоваристві.

## Поетична творчість
Висоцький — автор історичних поем «Ляшка» (1883) та «Оксана» (1891). Поема «Ляшка» відображає спільну боротьбу українців і поляків проти Кримського ханства. 1912 року поему перекладено українською мовою.
У поемі «Оксана» відтворено події на Правобережній Україні під час Польського повстання 1863—1864 років.
Висоцький видав збірки віршів «Всі за одного» (1882), «Нові діди» (1884), «Сатири й байки» (1894). У цих збірках він змалював побут польської шляхти в Україні, висміяв окремі сторони її життя.
Висоцький добре знав твори Тараса Шевченка, був знайомий з Іваном Франком.
Творчість Висоцького цінували Іван Франко, Леся Українка, Еліза Ожешко. Так, у листі до Елізи Ожешко (Львів, 13 квітня 1886 року) Іван Франко писав: «Щиро дякую вам за присилку поеми В.Висоцького; деякі його вірші я знаю і ціню. Будучи у Києві, напевно зайду до нього». У листі мова йшла про поему «Ляшка», видану у Києві 1883 року.
У статті «Сучасні польські поети», написаній уже після смерті Висоцького, Іван Франко дав розгорнуту характеристику творчості поета :
| «…В 1882 р. вийшов перший поетичний твір молодого київського фотографа Володимира Висоцького, в котрім видно було невеликий, але свіжий і енергійний талант. Молодий поет розпочав сатирою «Всі за одного», в котрій висміяв безхарактерність та марнотратство польської шляхти. Висоцький інтересний уже хоч би з того погляду, що в цілій своїй поетичній діяльності (він умер 1894 р.) обмежився на епіку. На його лірі були тільки дві струни — сатира, що переходила іноді в карикатуру і робилася несмачною (наприклад, поема про Бісмарка, котрого змальовано як бісового сина), і чутливо-патріотична нота, що найповніше відзначається в поетмі «Ляшка» (1894 р. вийшло третє видання). Хоч і як подобалася українсько-польській публіці ся поема, та, на мою думку, її поетична вартість дуже невелика… Найкращим твором Висоцького я вважаю поему «Оксана»… Висоцький ані артист не великий, ані майстер поетичної форми; його вірші дуже часто дерев'яні, балакучі, мляві, його поетична техніка дуже примітивна, смак невироблений, навіть мова не зовсім чиста. А проте чути в його поезії якийсь подих свіжості і сили, якусь мужню енергію, і в тім головна її принада». |
1887 року Володимир Александров переклав українською мовою вірш Висоцького «Українська мелодія».

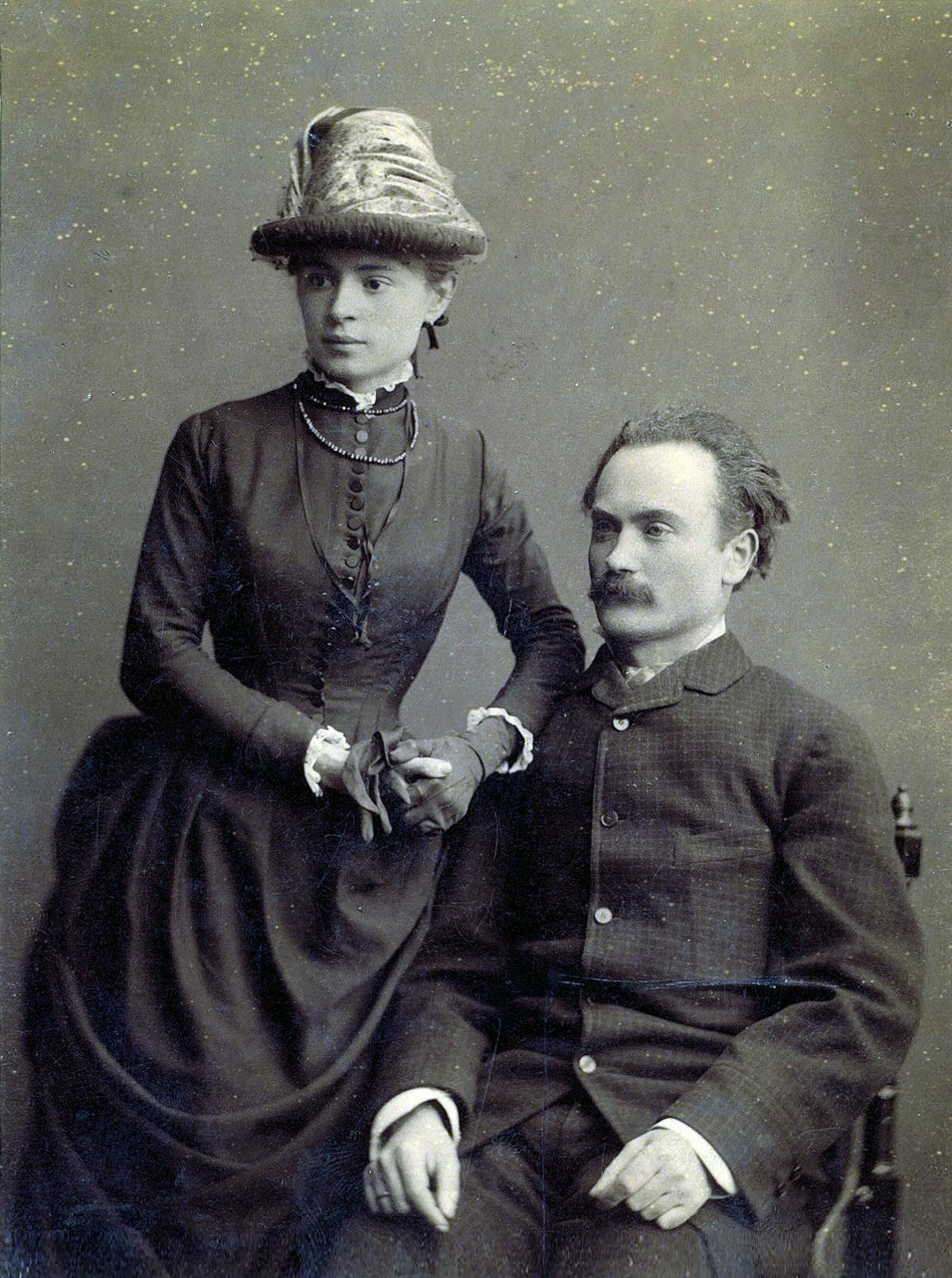
Іван Франко з дружиною Ольгою Хоружинською 1886 р. сфотографувалися у В. Висоцького одразу після одруження на пораду польської письменниці Елізи Ожешко.

## Фотографії
1871 року Висоцький відкрив на вул. Лютеранській фотоательє. У 1880—1886 роках у цьому ательє працював Альфред Федецький.
1884 року Висоцький виконав фото Лесі Українки в народному вбранні, 1886 року — фото Івана Франка з дружиною, 1890 року — Володимира Антоновича.
Висоцький сфотографував багато київських споруд.